# Karl Wilhelm Bouterwek
Karl Wilhelm Bouterwek (* 30. August 1809 zu Friedrichshütte bei Tarnowitz in Oberschlesien; † 22. Dezember 1868 in Elberfeld) war ein deutscher Gymnasialdirektor und Historiker.

## Leben
Bouterwek studierte in Halle und Breslau Philologie und Geschichte, bevor er in Jena die philosophische Doktorwürde erwarb. Während seines Studiums wurde er Mitglied einer Burschenschaft. Anschließend begann er eine mehrmonatige Unterrichtstätigkeit in Hofwil an Fellenbergs Lehranstalt und gründete 1833 eine Schule in Bern und bereits 1834 eine Erziehungsanstalt in Wabern bei Bern. Er wurde am 14. Dezember 1835 in Grosshöchstetten (Schweiz) zusammen mit seiner Ehefrau Julia Wilhelmie Hedwig Michaelis in die Schweiz eingebürgert. Die Kinder wurden nicht eingebürgert. Im Herbst 1844 wurde Bouterwek als Rektor an das Gymnasium in Elberfeld berufen, dem er bis zu seinem Tode vorstand.
Bouterwek beschäftigte sich unter anderem mit angelsächsischer Dichtung, später auch mit der Geschichte des Bergischen Landes, und gründete den Bergischen Geschichtsverein, dessen Vorsitz er übernahm. Zusammen mit Wilhelm Crecelius gab er das Reihenwerk Zeitschrift des Bergischen Geschichtsvereins heraus.

## Ehrungen
Nach vielen Auszeichnungen und dem 1864 verliehenen Professorentitel wurde er in seinen letzten Lebensjahren von der Evangelisch-Theologischen Fakultät der Universität Bonn auch noch zum Doktor der Theologie promoviert. Im Wuppertaler Bezirk Sonnborn ist eine Straße nach ihm benannt.

## Werke
- Über Cædmon, den ältesten angelsächsischen Dichter, und desselben metrische ..., 1844
- Leben und Wirken Rudolf’s von Rodt, V. D. M. Weil. Missionars der Londoner, 1852
- Cædmon’s des Angelsachsen biblische Dichtungen, 1854
- Ein angelsächsisches Glossar, 1854
- Die vier Evangelien in Alt-nordhumbrischer Sprache, 1857
- Swidbert, der Apostel des Bergischen Landes, 1859
- Zur Literatur und Geschichte der Wiedertäufer, 1864
- Geschichte der Lateinischen Schule zu Elberfeld, Samuel Lucas, Elberfeld, 1865
- Sibylla, Kurfürstin von Sachsen: Geborne Herzogin von Jülich, Cleve, Berg, 1871